# Deep River (Connecticut)
Deep River è un comune di 4.714 abitanti degli Stati Uniti d'America, situato nella Contea di Middlesex nello Stato del Connecticut.
Ha dato i natali all'attrice Gretchen Mol e al critico d'arte Frank Jewett Mather.